# GLESTY.COM
GLESTY.COM（グレスティコム）はサーフィンとスノーボード、ファッションのスタイルブック。ウェブサイト、モバイルと連動したフリーマガジンで、主に20代、30代をターゲットとし都内を中心に配布している。
フリーマガジンの内容は、各分野で活躍しながらもサーフィンやスノーボードを楽しんでいる人たちに焦点を充て、彼らのメッセージや環境問題についてのコメントや連載を掲載。サーフィンというカルチャーを、ファッションテイストを強く押し出した視点から捉えている。ウェブサイトはフリーマガジンの内容をベースにさらに深い内容を掲載。サーファーやスノーボーダー、そしてこれから始める初心者や上級者まで楽しめる内容で、プロサーファー、プロスノーボーダー、サーフィン業界人、デザイナー、モデル、アパレル関係者、ミュージシャン等、サーフィンに関わる人たちのブログもリンクされ、無料動画やショッピング、SNS、全国サーフショップ検索等の機能がある。